# Meinard z Rigy
Meinard z Rigy (1134 nebo 1136 – 14. srpna nebo 11. října 1196) byl německý augustiniánský kanovník a první biskup livonský. Jeho život je popsán v Jindřichově livonské kronice. Katolická církev jej uctívá jako světce. Bývá označován jako apoštol Lotyšska.

## Život

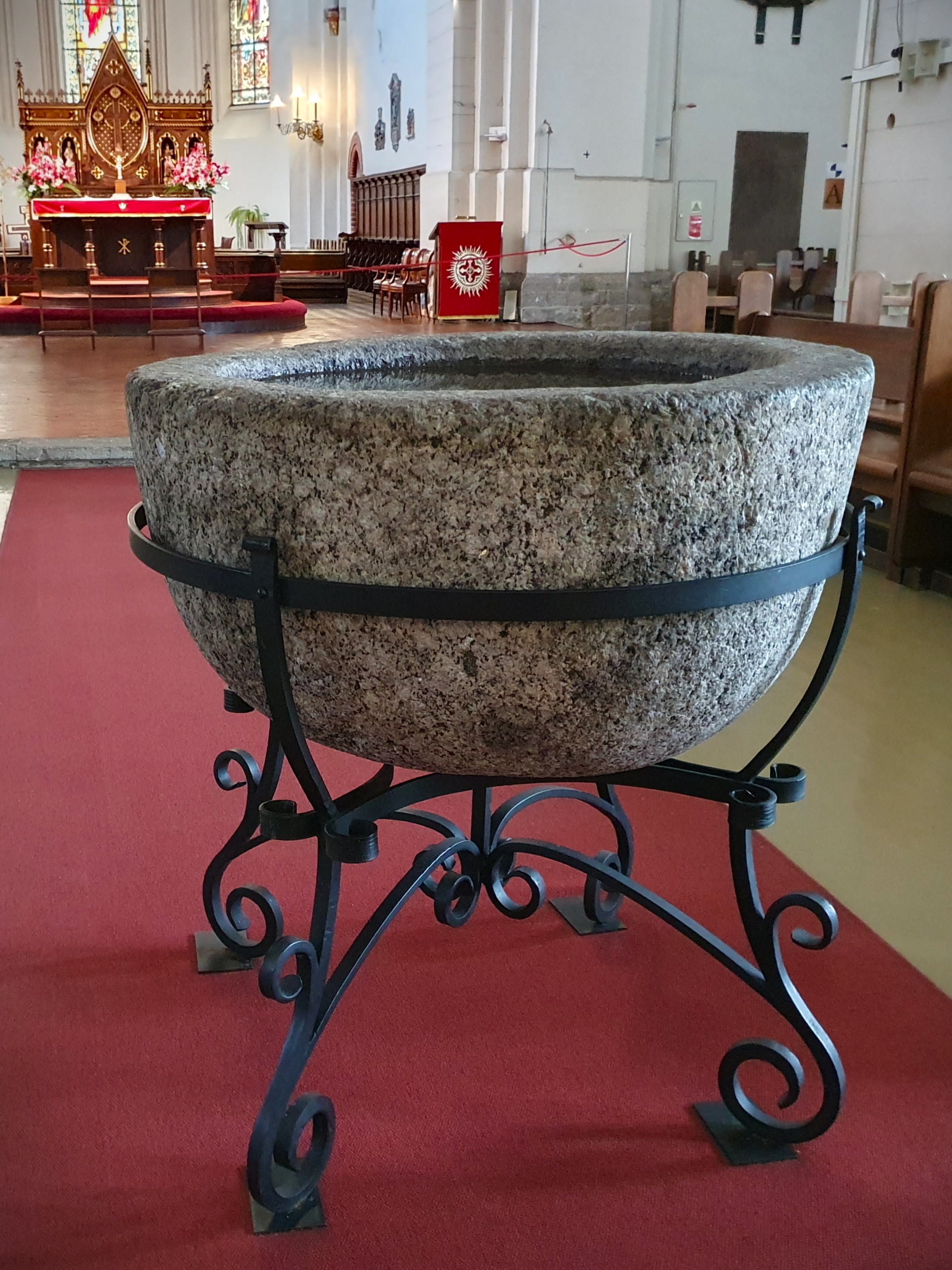
Křtitelnice sv. Meinarda v Rižském dómu

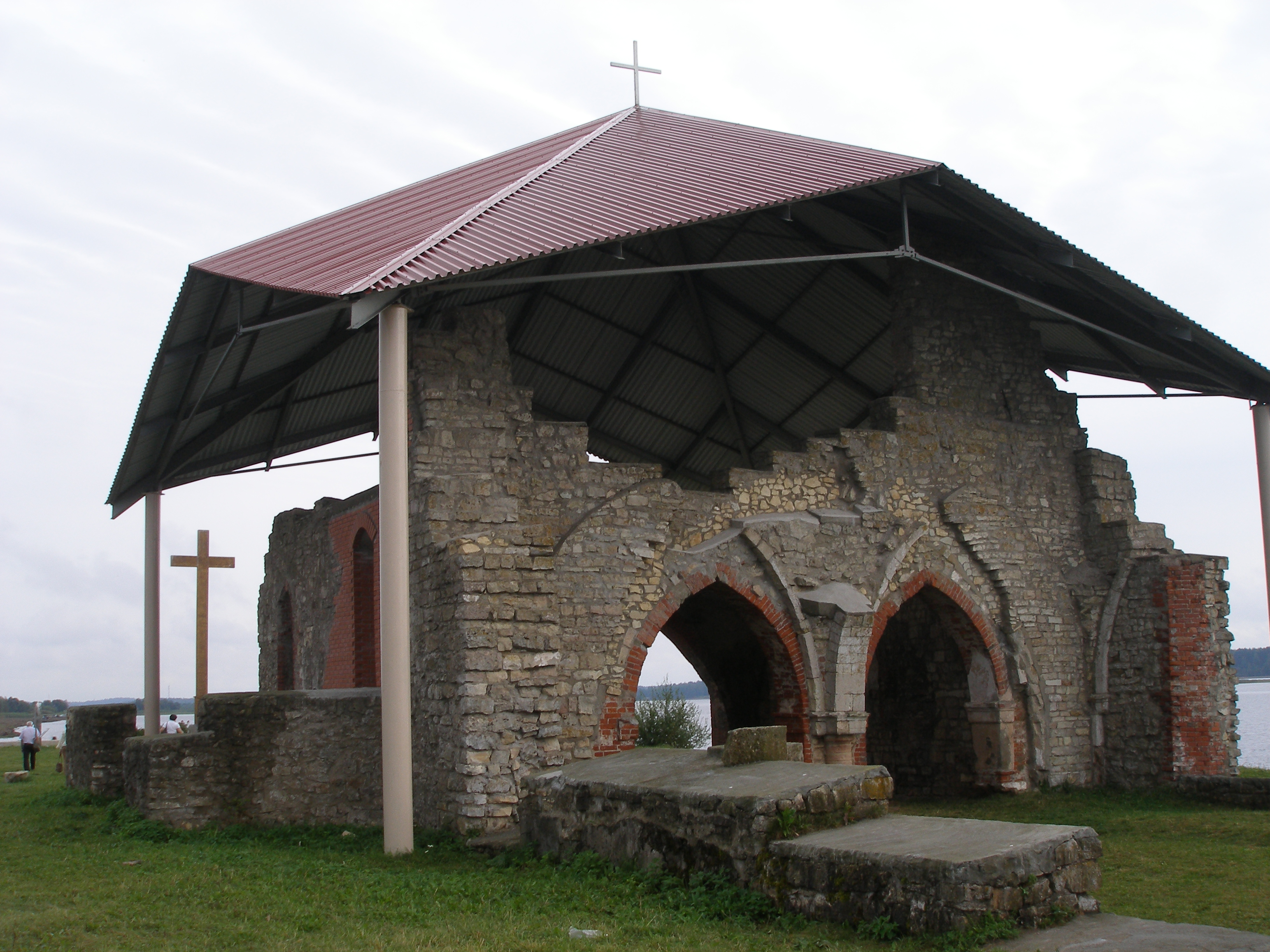
Zbytky jím vstavěného kostela v Ikšķile

Jako kanovník v opatství Segeberg v Holštýnsku se Meinhard možná inspiroval misionářskou prací sv. Vicelina mezi Slovany. Meinhard cestoval s lübeckými obchodníky, pravděpodobně obchodujícími s drahými kožešinami, do Livonska na katolickou misii v 70. nebo na počátku 80. let 12. století, aby obrátil pohanské Zemgaly, Latgalce a Livonce na křesťanskou víru. Usadil se na řece Daugava v Ikšķile (německy Üxküll) jihovýchodně od místa, se dnes nachází Riga. V roce 1184 postavil kamenný kostel zasvěcený Panně Marii. Kolem roku 1189 byl pokřtěn první významný Livonec – livonský vládce Kaupo z Turaida.
Po útoku Litevců přivedl Meinhard kameníky z Gotlandu, aby postavili pevnost na obranu proti budoucím útokům nájezdníků z Litvy, kteří chtěli získat nové otroky. Jednalo se o první známé kamenné stavby mezi pobaltskými kmeny. Doposud se zde dochovaly zbytky jím vystavěného kostela, který byl výrazně poničen během první světové války. Při výstavbě vodní elektrárny v Rize v 70. letech 20. století byl vybudován umělý ostrov, který měl zabránit zaplavení ruin vodou. Pro konzervaci byly ruiny v roce 2002 pokryty kovem. Další kamenný hrad byl jím postaven v Salaspils (německy Holm) jako dar nově obráceným pohanům. Ale část obyvatel se vzbouřila a napadla Meinharda ve snaze vyhnat jej z Livonie.
Když se v roce 1186 krátce vrátil do Německa, kde byl téhož roku vysvěcen na biskupa pro novou misijní diecézi se sídlem v Ikšķile. Světitelem byl kníže-arcibiskup brémský Hartwig z Uthlede. Nové biskupství byly potvrzeno papežem Klementem III. v září roku 1188. V roce 1190 povolil papež Klement III. kterémukoli mnichovi připojit se k jeho misii. Nový papež Celestýn III. projevil vřelejší podporu jeho misii ve svém dopise v dubnu 1193, v němž povolil aktivní nábor misionářů, učinil výjimky z pravidel upravujících jídlo a oblečení mnichů a udělil odpustky těm, kteří se k misii připojili. Mezi rekruty byl Theodorich z opatství Loccum, který zahájil misi v Turaidě (německy Treyden). Meinhard zpočátku christianizoval pohany mírovými prostředky, ale tváří v tvář odporu a odpadlictví se obrátil k myšlence křížové výpravy.
Svůj úmysl nestihl zrealizovat, jelikož roku 1196 zemřel. Po Meinhardově smrti jej vystřídali Berthold von Hannover, kteří zahájil livonskou křížovou výpravu a poté Albrecht von Buxhoeveden, který založil v Rize Řád mečových bratří, křižácký vojenský řád, a přenesl sídlo diecéze do jím založeného města Riga. Roku 1226 byly Meinardovy ostatky přeneseny do Rigy, kde spočívají v luteránské katedrále Panny Marie.

## Úcta
Historicky byl uctíván jako světec. Dne 8. září 1993 podepsal papež sv. Jan Pavel II. dekret, potvrzující jeho kult. Učinil tak v Rize během své apoštolské návštěvy Lotyšska. Jeho památka je připomínána 14. srpna.